# Tineke Haak
Ernestine (Tineke) Haak (Heemstede, 17 mei 1922 - Amsterdam, 19 november 2004) was een Nederlands verzetsstrijdster in de Tweede Wereldoorlog. Ze was onder meer betrokken bij de Amsterdamse Studenten Groep. In het verzet gebruikte zij de alias Albertine van de Raaf. Haar ouders en broer waren eveneens actief in het verzet.

## Levensloop
Haak werd op 17 mei 1922 geboren in Heemstede. Ze was een dochter van Jur Haak en Jet Haak-van Reek. Ze groeide op in een doopsgezind gezin met vijf kinderen. Kort na haar geboorte verhuisde het gezin van Bloemendaal naar Amsterdam.

### Tweede Wereldoorlog
Haak was maatschappelijk werkster en communiste. Sinds 1941 was ze als koerierster betrokken bij het verzet. Ze was onder meer actief bij de Amsterdamse Studenten Groep (ASG) en de Vrije Katheder. Tijdens haar verzetswerk gebruikte ze de alias Albertine van de Raaf.
Haak was van begin af aan betrokken bij de ASG. Ze werkte hierin samen met onder meer Piet Meerburg, Hansje van Loghem, haar oudere broer Jur Haak en haar latere echtgenoot Wouter van Zeytveld die ze op het Montessori Lyceum had leren kennen.
Vanaf 1942 gebruikte de bezetter de Hollandsche Schouwburg als verzamelplaats voor Joden. Vanaf de zomer van 1943 werden kinderen, zonder hun ouders, overgebracht naar de ertegenover gelegen kweekschool die in gebruik was als crèche. De ASG smokkelde kinderen uit de crèche en liet hen onderduiken in Friesland en Limburg. De ASG werkte daarbij samen met het Utrechts Kindercomité.
Haak was één van de mensen die de kinderen per trein naar onderduikadressen in Limburg en Friesland wegbracht. Daarnaast was zij een van de vaste contactpersonen tussen de ASG en de Limburgse hulpverleners. Naar schatting wist de ASG in juli en augustus 1942 zo'n zeventig Joodse kinderen te redden. In totaal redden zij ongeveer driehonderd à vierhonderd kinderen, waarvan 140 kinderen uit de crèche.

### Het gezin Haak
Ook andere leden van het gezin Haak waren betrokken bij verzetswerk. Zo namen zij onderduikers in huis en verkochten ze gedichten, waaronder ‘De Achttien Dooden’ van Jan Campert, om hun verzetswerk te bekostigen. In 1943 werd Tinekes jongere broer Bob tijdens het wegbrengen van deze gedichten opgepakt. In haar verslag schreef Haak dat zij hem enkel had gevraagd dit te doen omdat ze zelf die dag naar Friesland moest om een kind weg te brengen. Ze vond het inschakelen van haar broer “Onverstandig en eigenlijk overbodig. Maar catastrofaal.” Hoewel haar broer haar naam had genoemd konden de Duitsers Haak niet arresteren, omdat zij nog in Friesland was. In plaats daarvan werden haar beide ouders opgepakt. Haak kreeg het aanbod dat haar ouders vrijgelaten zouden worden als zij zichzelf aangaf. Ze overwoog dit, maar het plan werd uit haar hoofd gepraat door twee vrienden die niet geloofden dat de Duitsers zich aan hun woord zouden houden. Via Kamp Vught kwamen haar ouders in Duitse concentratiekampen terecht. Haar vader kwam om in concentratiekamp Sachsenhausen, haar moeder kwam in een buitenkamp van Groß-Rosen in Reichenbach om het leven.
Over haar werkzaamheden in het verzet zei Haak: “Ik heb zuiver en alleen het illegale werk gedaan om de Jodenvervolging. Al hoewel je natuurlijk ook tegen het Nazidom in zijn geheel was, onafhankelijk van de Joden. Maar of ik me zó intens, zó volledig daarmee zou hebben bemoeid, wanneer de Jodenvervolging niet geweest was, daar ben ik niet zo zeker van.”

## Privé
Een aantal maanden na het eindigen van de oorlog, in oktober 1945, trouwde Haak met Wouter van Zeytveld die tevens betrokken was geweest bij de Amsterdamse Studenten Groep. Hun huwelijk eindigde in 1949 in een scheiding. In 1951 werd Haak moeder van een dochter, de actrice Elja Pelgrom.

## In literatuur
De rol van het gezin Haak in het verzet wordt besproken in het boek ‘Omdat hun hart sprak’ (1995) van Bert Jan Flim.